# ویرچوال پاسکال
ویرچوال پاسکال (به انگلیسی: Virtual Pascal) یک کامپایلر، IDE و دیباگر رایگان ۳۲ بیتی برای زبان Pascal است که درOS/2 و Microsoft Windows به‌طور کامل و در سیستم عامل لینوکس به صورت محدود پشتیبانی می‌شود. پاسکال مجازی توسط ویتالی میریانوف توسعه و بعدها توسط آلن مرتنر نگهداری و پشتیبانی می‌شد.

## امکانات
این کامپایلر با زبان‌های Turbo Pascal، Borland Delphi، و Free Pascal سازگار است، ولی سازگار بودن ان با زبان RTL و قابلیت استفاده از ویژگی‌هایی که برای این زبان معرفی شده محدود به نسخه‌های پس از Delphi v2 و FPC 1.0.x است.
VP (خلاصه شدهٔ virtual Pascal) در درجه اول برای اهداف زیر مفید بود:
- به راحتی می‌توان برنامه‌های ۱۶ بیتی توربو پاسکال موجود را به ۳۲ بیت پورت کرد
- پورت برنامه‌های ۱۶ بیتی OWL که موجود بودند به ویندوز ۳۲ بیتی (در تئوری)
- برنامه‌های کنسولی (حالت متنی) برای چندین پلتفرم نوشت
- توسعه پاسکال با استفاده از API ویندوز ۳۲ بیتی (توسعه کلاسیک، بدون COM)
- یادگیری برنامه‌نویسی شی گرا

ویژگی‌های مهم پاسکال مجازی عبارتند از:
- IDE در حالت متنی
- Debugger مستقیماً در IDE ادغام شده‌است و یادآور Turbo Debugger است
- تدوین سریع
- زنجیره ابزار بیشتر در اسمبلی اینتل نوشته شده‌است

## تاریخچه

### مایکروسافت ویندوز، OS/2
این کامپایلر در نرم‌افزار BBS بسیار محبوب بود، احتمالاً علت این مسئله این بود که دارای پورت OS/2 بود و اینکه این کامپایلر یکی از معدود کامپایلرهای مقرون به صرفه ای بود که قابلیت استفاده برای چندین مقصود مختلف را داشت. توربو پاسکال هم در نرم‌افزار BBS محبوب بود، ولی نرم‌افزاری که به عنوان جانشین برای ان معرفی شده بود یعنی دلفی به‌طور عجیبی فقط در سیستم عامل ویندوز پشتیبانی می‌شد و قابل استفاده بود. پاسکال مجازی یک مسیر برای مهاجرت پایگاه‌های کد موجود ارائه می‌کند.
تعدادی از کاربرها فشارهای مختلفی را برای تبدیل کردن Virtual Pascal به یک نرم‌افزار متن باز وارد کردند ولی این فشارها به علت یک سری موارد که در پایین ذکر می‌کنیم راه به جایی نبردند:
- منبع کامپایلر بیشتر در اسمبلی اینتل نوشته شده‌است که تغییر و نگهداری آن سخت است.
- بخشی از کتابخانه زمان اجرا متعلق به Borland است (کتابخانه زمان اجرا FreePascal توسط نوح سیلوا به VirtualPascal منتقل شد، اما نسخه‌های جدیدتر FreePascal RTL از ویژگی‌های کامپایلر FreePascal استفاده می‌کند که توسط VirtualPascal پشتیبانی نمی‌شوند و بنابراین نمی‌توان آنها را پورت کرد.
- ابزار Patch/Diff برای کار در مورد موارد فوق (ارائه دادن تغییرات بدون ایجاد توزیع بخش‌هایی از قطعات اصلی) اختصاصیو (ویندوز) فقط ۱۶ بیتی بود
- اسناد و مدارک و راهنمایی‌ها با ابزارهای اختصاصی که گران‌قیمت هستند (و گاهی اوقات دیگر در دسترس نیستند) نگهداری می‌شوند
- هیچ‌کس نمی‌تواند کد را به‌طور کامل درک کند. آلن گفت که برخی از موارد عمیق‌تر برای او غیرقابل لمس هستند (در کد اصلی که توسط ویتالی نوشته شده بود)

با وجود اینکه VP در اواخر دههٔ ۹۰ میلادی جامعهٔ کاربری بزرگی داشت ولی از سال ۲۰۰۱ میلادی به بعد تکامل و توسعه نیافت و فقط چند نسخه با هدف نگهداری و رفع مشکلات برنامه ارائه شد و در ادامه مالک ان اعلام کرد که توسعهٔ این برنامه در سال ۲۰۰۵ میلادی متوقف شده‌است.
در ۴ آوریل ۲۰۰۵، Virtual Pascal در وبسایت رسمی خود به عنوان یک نرم‌افزار از رده خارج (مرده) اعلام شد. آخرین نسخه منتشر شده این برنامه (2.1 Build 279) بود که در ۱۳ می ۲۰۰۴ معرفی شد.

### لینوکس
نسخهٔ اولیهٔ برنامه برای سیستم عامل لینوکس در ۴ جولای سال ۱۹۹۹ و آخرین نسخه از این برنامه برای این سیستم عامل هم در ۲۶ سپتامبر سال ۱۹۹۹ که توسط Jörg Pleumann نگهداری و پشتیبانی می‌شد منتشر شد. کتابخانهٔ Run-time به ۳۲ بیتی DPMI.